# Porche Mamlouk

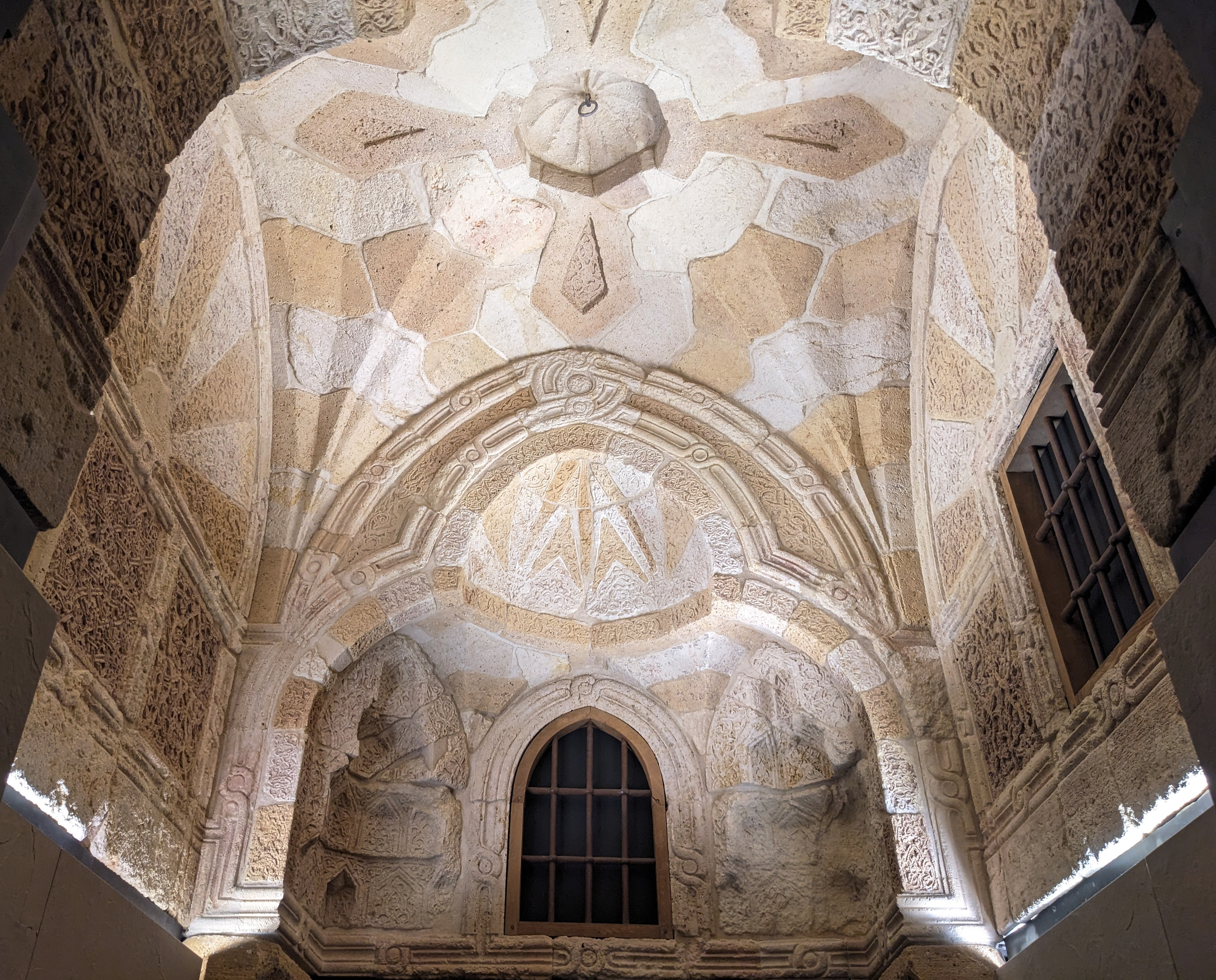
Porche Mamlouk

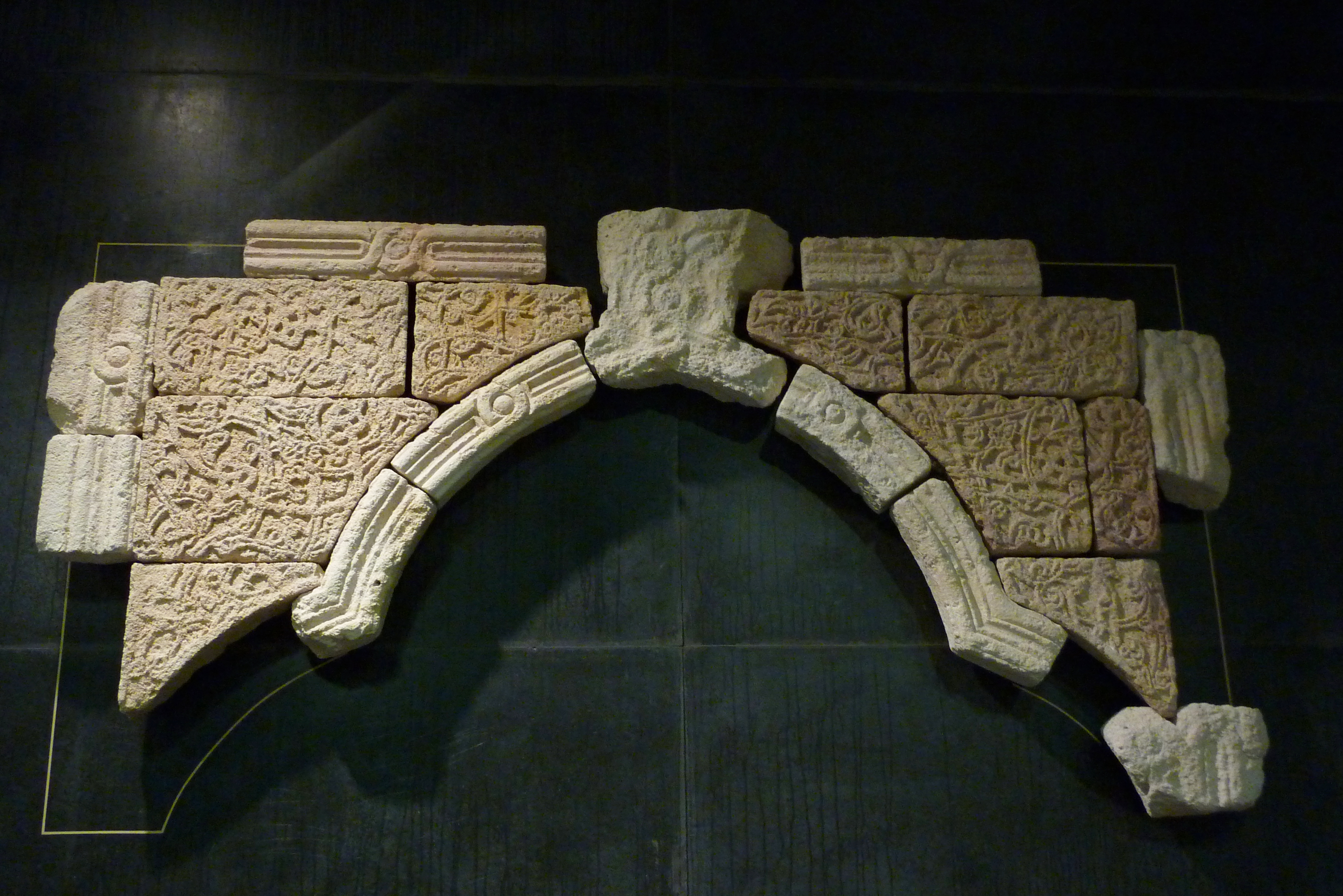
Porche Mamlouk, Fassade zur Straße

Als Porche Mamlouk wird ein Eingangsbau bezeichnet, der ursprünglich zu einem Wohnhaus, dem Kasr Rumy, in Kairo gehörte. Er wurde in der zweiten Hälfte des 15. Jahrhunderts in der Zeit der Mamlukenherrschaft errichtet und ist heute im Museum des Louvre, in der Abteilung für Islamische Kunst, aufgebaut.

## Geschichte
Nach dem Abriss des Kasr Rumy wurden die Steine des Eingangsbaus 1887 in Kisten verpackt und 1889 mit dem Passagierschiff Oxus von Port Said nach Le Havre verschickt. In Paris sollten sie von der Union centrale des Arts décoratifs anlässlich der Weltausstellung von 1889 wieder zusammengesetzt und als arabisches Bauwerk in der eigens für die Weltausstellung angelegten Rue arabe (arabische Straße) aufgestellt werden. Dieses Projekt wurde allerdings nicht verwirklicht und der Porche Mamlouk geriet in Vergessenheit. Erst zu Beginn des Jahres 2000 wurden die Kisten, die fünf Tonnen Steine enthielten, mit einem Dutzend Plänen und Zeichnungen wiederentdeckt. Die Dokumente waren mit der Aufschrift „Porte arabe“ (arabisches Tor) und der Anmerkung „Don de M. de Saint-Maurice“ (Stiftung von M. de Saint-Maurice) versehen. Auf zwei Zeichnungen des Architekten Jules Bourgoin, der von 1880 bis 1884 im Auftrag des damaligen Ministère des Beaux Arts et de l’Instruction publique Architekturzeichnungen in Ägypten anfertigte, ist als Randnotiz „Kasr Rumy“ vermerkt. Zu dieser Zeit befand sich das Gebäude mit seinem Eingangsbau noch an seiner ursprünglichen Stelle. Vermutlich wurde es im Zuge der Umgestaltung Kairos Ende des 19. Jahrhunderts abgerissen. Im Jahr 2006 begann man, den Eingangsbau aus den 300 erhaltenen Steinen wieder zusammenzusetzen. Einige Steine wurden aus Kalkstein in den passenden Farben ergänzt.

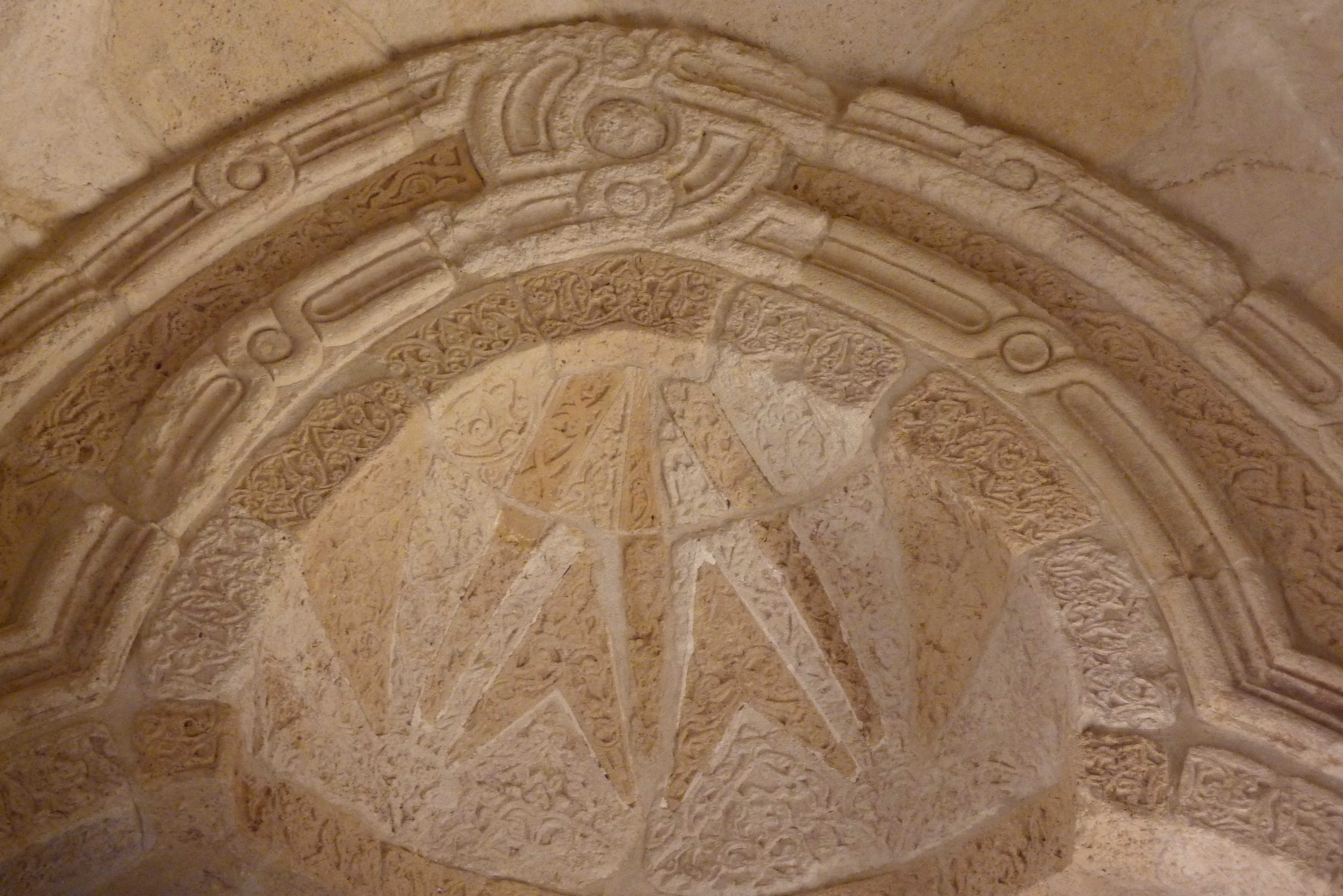
Porche Mamlouk, seitliche Halbkuppel

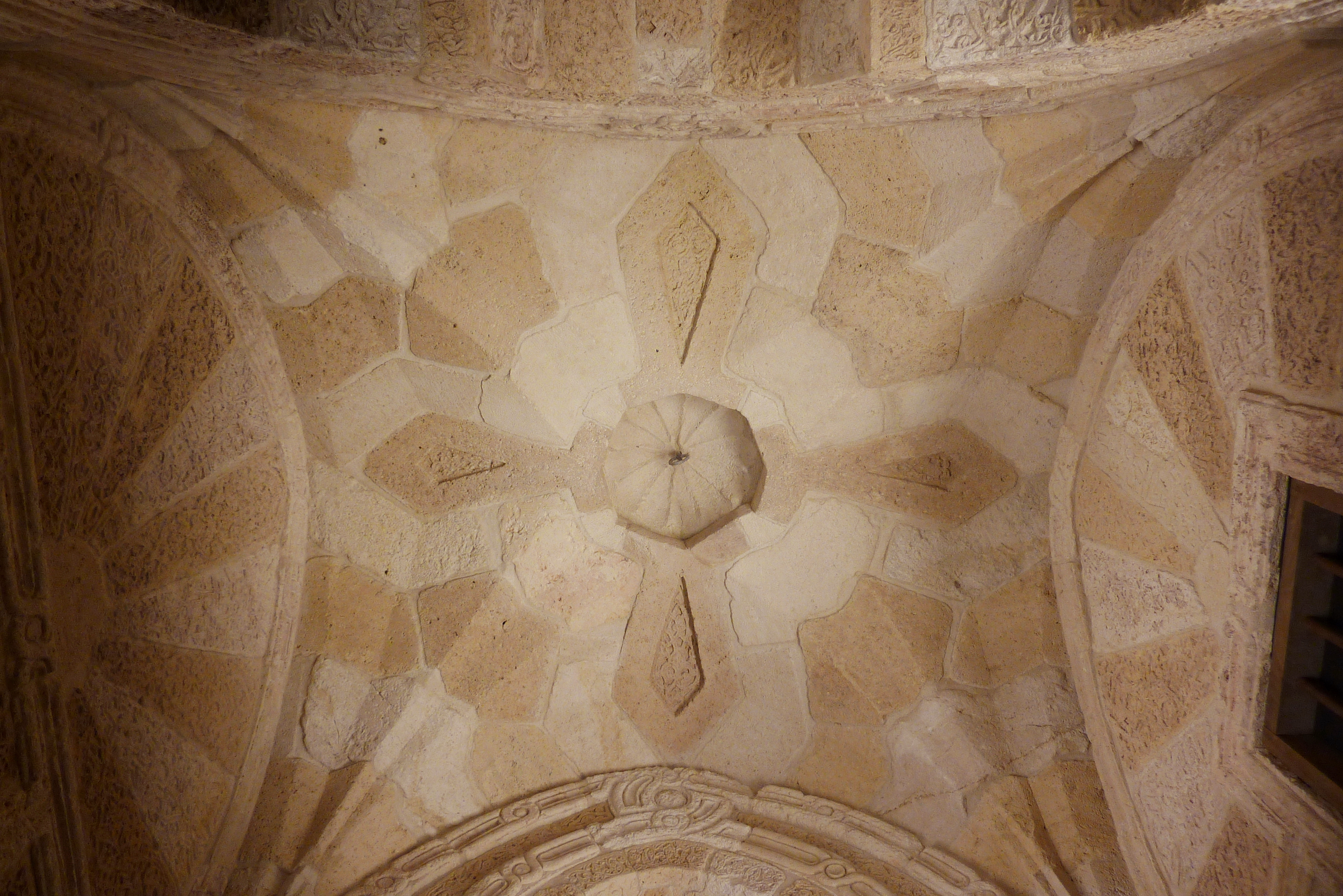
Porche Mamlouk, Fächergewölbe

## Architektur
Der aus verschiedenfarbigem Kalkstein errichtete Bau erhebt sich über einem quadratischen Grundriss. Er wird von einem Fächergewölbe überspannt, das erstmals um die Mitte des 14. Jahrhunderts in Kairo in Erscheinung trat und vermutlich aus dem von den Seldschuken beherrschten Anatolien übernommen wurde. Der Dekor weist geometrische Muster im Wechsel mit floralen Motiven wie Palmetten und Kleeblatt auf. Die Wandfelder, die Fensteröffnungen und die Dreipassbögen über den Durchgängen werden von Bändern gerahmt, die an mehreren Stellen ineinander verschlungen sind.